# Фонт, Вальдемар
Вальдемар Фонт Кинтеро (исп. Waldemar Font Quintero) — кубинский боксёр, представитель легчайшей и наилегчайшей весовых категорий. Выступал за сборную Кубы по боксу на протяжении 1990-х годов, чемпион мира, чемпион Игр Центральной Америки и Карибского бассейна, бронзовый призёр Панамериканских игр, победитель и призёр многих турниров международного значения.

## Биография
Впервые заявил о себе в боксе в сезоне 1992 года, когда стал бронзовым призёром чемпионата Кубы в зачёте первого наилегчайшего веса, уступив в полуфинале Маикро Ромеро, и выиграл чемпионат мира среди юниоров в Монреале.
В 1993 году снова получил бронзу в зачёте кубинского национального первенства, на сей раз проиграл Рохелио Марсело. Помимо этого, победил на Мемориале Странджи в Болгарии и на мировом первенстве в Тампере
Одержал победу на Играх доброй воли 1994 года в Санкт-Петербурге, однако в его допинг-пробе были обнаружены следы запрещённого диуретика фуросемида, в результате чего последовала дисквалификация.
По окончании срока дисквалификации в 1997 году Фонт вернулся в основной состав сборной и побывал на чемпионате мира в Будапеште, откуда привёз награду серебряного достоинства, выигранную в легчайшем весе — в решающем финальном поединке потерпел поражение от россиянина Раимкуля Малахбекова. Также выиграл панамериканский чемпионат в Медельине, стал вторым на домашнем международном турнире «Хиральдо Кордова Кардин» и на Гран-при Усти в Чехии.
В 1998 году стал серебряным призёром Игр доброй воли в Нью-Йорке и победил на Играх Центральной Америки и Карибского бассейна в Маракайбо.
В 1999 году наконец одержал победу на чемпионате Кубы, отметился победой на Гран-при Усти, стал серебряным призёром Кубка короля в Бангкоке и бронзовым призёром Панамериканских игр в Виннипеге. Боксировал и на мировом первенстве в Хьюстоне, но попасть здесь в число призёров не смог, уступив в четвертьфинале представителю Канады Бенуа Годе.
На чемпионате Кубы 2000 года выбыл из борьбы за медали уже на предварительном этапе. После сезона 2001 года завершил спортивную карьеру.